# ヤーデン・ジェルビ
ヤーデン・ジェルビ（ヘブライ語: ירדן ג'רבי 、英: Yarden Gerbi、1989年7月8日- ）は、イスラエルの中央地区出身の柔道家。得意技は内股。階級は63 kg級。身長169 cmイスラエル・オープン大学で経済学と経営学を学んでいた。別表記ヤーデン・ゲルビ。

## 人物
1992年バルセロナオリンピック61 kg級銀メダリストのヤエル・アラドに影響されて6歳で柔道を始めた。国際大会では度々上位に食い込んでいたものの、イスラエルの63 kg級にはより活躍していた2009年の世界選手権3位であるアリス・シュレジンガーがいたためにその陰になりがちであった。しかし、2012年には グランプリ・デュッセルドルフで3位になると、ヨーロッパ選手権でも2位となるなどの活躍を示すが、後一歩及ばずにロンドンオリンピック代表の座を掴むことができなかった。2013年にはヨーロッパ選手権で3位となると、グランドスラム・バクー及び グランドスラム・モスクワとグランドスラム大会で2度の優勝を成し遂げた。ワールドマスターズでは決勝で日本の阿部香菜と対戦して、開始早々の巴十字で敗れた。しかし、世界選手権では準決勝で秘密兵器だという変形の片羽絞ジェルビ・チョークで阿部を破ると、決勝では今年に入ってこの階級で負けなしのヨーロッパチャンピオンであり、また、ジェルビとマルティニークへ一緒に旅行するなどプライベートでは非常に仲が良いというフランスのクラリス・アグベニューを片羽絞で絞め落として、イスラエルの選手として初めての世界チャンピオンとなった(但し過去には、元イスラエルの選手ながらイスラエル柔道連盟と揉めたことで1999年に出生国のアルゼンチンに帰化して、2003年の世界選手権63 kg級で優勝したダニエラ・クルコウェルがいた。)。なお、今回ジェルビが使った絞め技は上衣の裾を使って相手を絞めていることから、IJF試合審判規定において指導の対象となる「柔道衣の上衣の裾または帯を使って、（略）絞技を施すこと」に該当するので、あきらかな反則技であるとの指摘もなされている。ジェルビは世界選手権前に筑波大学に立ち寄った際に、全柔連審判委員会副委員長の岡田弘隆にこの絞め技が反則であるか否かを尋ねて「明確な反則」であるとの回答を得ていたという。にもかかわらず今回敢えて使用したのは、実際に試合を裁くIJFのインターナショナル審判員がこの技を即座に反則と認識するだけの見識を持ち合わせていないと予見していたか、もしくはたとえ反則を与えられたとしても指導1の軽微な反則に留まるので敢えて使用した確信犯であったとの見方を柔道サイト eJudo編集長の古田英毅はしている。11月にIJFは2014年からの新ルールを正式に発表したが、そこではジェルビの使った絞め技が反則技であることが「自分や相手の」(either your own or your opponents)の文言がつけたされ、確認された。ジェルビは自分の裾で絞めていた。これに対してジェルビは、｢この技は3年以上も前から使っていた技なのに何で今頃になって反則が明言されるのか｣と不満を隠さなかったものの、自分の主要な武器は立ち技なのであまり影響はないとも語った。また、これからは新しい秘密兵器も探っていくと付け加えた。2014年の世界選手権では、決勝で昨年破ったアグベニューの前に一本負けして2連覇はならなかった。2015年の世界選手権では準決勝でまたしてもアグベニューに一本負けするなどして5位にとどまった。次いで2016年のリオデジャネイロオリンピックでは準々決勝で地元ブラジルのマリアナ・シルバに有効で敗れたが、その後の3位決定戦で日本の田代未来に技ありで勝利して銅メダルを獲得した。2017年10月には現役引退を表明した。

## 主な戦績
57 kg級での戦績
- 2006年 - ベルギージュニア国際　3位
- 2007年 - ヨーロッパジュニア　7位

63 kg級での戦績
- 2008年 - ヨーロッパジュニア　3位
- 2009年 - ワールドカップ・ベロホリゾンテ　優勝
- 2009年 - マカビア競技大会　2位
- 2009年 - グランプリ・青島　3位
- 2010年 - グランドスラム・パリ　5位
- 2010年 - グランプリ・デュッセルドルフ　5位
- 2010年 - ワールドカップ・ワルシャワ　3位
- 2010年 - グランドスラム・リオデジャネイロ　5位
- 2010年 - 世界選手権　7位
- 2010年 - ワールドカップ・バーミンガム　2位
- 2010年 - ワールドカップ・バクー　2位
- 2010年 - グランプリ・青島　2位
- 2011年 - ワールドマスターズ　3位
- 2011年 - グランプリ・デュッセルドルフ　5位
- 2011年 - ヨーロッパ選手権　5位
- 2011年 - グランプリ・バクー　5位
- 2011年 - グランドスラム・モスクワ　3位
- 2011年 - グランドスラム・リオデジャネイロ　5位
- 2011年 - ワールドカップ・マイアミ　2位
- 2011年 - ワールドカップ・サンサルバドル　2位
- 2011年 - グランドスラム・東京　5位
- 2012年 - ワールドマスターズ　5位
- 2012年 - グランプリ・デュッセルドルフ　3位
- 2012年 - ヨーロッパ選手権　2位
- 2012年 - ワールドカップ・タシュケント　優勝
- 2012年 - グランドスラム・東京　5位
- 2013年 - グランドスラム・パリ　5位
- 2013年 - グランプリ・デュッセルドルフ　3位
- 2013年 - グランプリ・サムスン　2位
- 2013年 - ヨーロッパ選手権　3位
- 2013年 - グランドスラム・バクー　優勝
- 2013年 - ワールドマスターズ　2位
- 2013年 - グランドスラム・モスクワ　優勝
- 2013年 - 世界選手権　優勝
- 2014年 - グランプリ・デュッセルドルフ　2位
- 2014年 - グランプリ・トビリシ　2位
- 2014年 - 世界選手権　2位
- 2014年 - グランプリ・アスタナ　優勝
- 2014年 - グランプリ・タシュケント　優勝
- 2014年 - グランプリ・青島　優勝
- 2015年 - グランプリ・ザグレブ　3位
- 2015年 - ワールドマスターズ　5位
- 2015年 - ヨーロッパ競技大会　3位
- 2015年 - グランドスラム・チュメニ 3位
- 2015年 - 世界選手権　5位
- 2015年 - グランドスラム・パリ　3位
- 2015年 - グランドスラム・アブダビ　3位
- 2016年 -　グランプリ・ハバナ　優勝
- 2016年 - グランプリ・デュッセルドルフ　5位
- 2016年 - リオデジャネイロオリンピック 3位

(出典、JudoInside.com)。